# Top Model (telenovela)
Top Model é uma telenovela brasileira produzida pela TV Globo e exibida de 18 de setembro de 1989 a 4 de maio de 1990, em 197 capítulos. Substituiu Que Rei Sou Eu? e foi substituída por Mico Preto, sendo a 42ª "novela das sete" exibida pela emissora.
Escrita por Walther Negrão e Antônio Calmon, com a colaboração de Vinícius Vianna e Rose Calza, teve direção de Mário Márcio Bandarra e Fred Confalonieri, com direção-geral de Roberto Talma.
Contou com as atuações de Malu Mader, Taumaturgo Ferreira, Nuno Leal Maia, Cecil Thiré, Maria Zilda Bethlem, Zezé Polessa, Evandro Mesquita e Eva Todor.
Ocupa o terceiro lugar no ranking de novelas de maior audiência da televisão brasileira, com uma média geral de 64 pontos.
Top Model teve como base a série Shop Shop, escrita por Calmon. No entanto apenas o episódio piloto foi exibido em 1988, uma vez que a base de atores foi reunida para a telenovela no ano seguinte.

## Enredo
Duda é uma top model de sucesso. Ao ser contratada para desfilar os modelos da grife Covery, entra em contato com os irmãos Kundera - Alex e Gaspar -, proprietários da empresa. Gaspar é um ex-hippie remanescente da geração beatnik dos anos 60 - um surfista quarentão que mora em frente à praia e cuida dos jovens filhos: Elvis, Ringo, Jane, Olívia e Lennon, que teve com mulheres diferentes. Numa relação de amor, formam uma família harmoniosa, mesmo com a ausência das mães que os abandonaram. Ele não consegue enxergar o amor platônico da atrapalhada Naná, amiga de todas as horas, que passa a disputá-lo com Mariza. Esta última é a mãe do filho mais novo de Gaspar, que um dia o trocara por seu irmão, Alex.
Já Alex é um representante dos yuppies dos anos 80. Dono da Covery, ele desenvolve uma relação de amor e ódio com a mãe, Morgana, e nutre um ciúme doentio por Gaspar, chegando a disputar tudo com o irmão, até mesmo a atenção da mãe.
Alex se apaixona por Duda que, por sua vez, ama o grafiteiro Lucas, que está no Rio de Janeiro fugindo da polícia paulista, por ter-se envolvido num crime. Além disso, Lucas procura por seu pai desconhecido, sem saber se ele é Alex ou Gaspar.
Paralelamente ao conflito entre os dois irmãos e a história de amor entre Duda e Lucas, Top Model narra o cotidiano dos adolescentes. Os jovens "filhos do divórcio" lidam com situações como separação dos pais, primeira menstruação, masturbação e gravidez precoce, vivendo histórias divertidas e emocionantes. Entre dúvidas e descobertas, os adolescentes têm um diálogo aberto com o pai e formam uma família harmoniosa. Para completar, a família conta com a companhia do cachorro Maradona, que também conquistou o público.

## Elenco
| Ator                | Personagem                                  |
| ------------------- | ------------------------------------------- |
| Malu Mader          | Maria Eduarda Pinheiro (Duda)               |
| Taumaturgo Ferreira | Lucas Pasolini                              |
| Cecil Thiré         | Alex Kundera                                |
| Nuno Leal Maia      | Gaspar Kundera                              |
| Maria Zilda         | Mariza Borges Magalhães                     |
| Zezé Polessa        | Anastácia Passos (Naná)                     |
| Evandro Mesquita    | Adaílton Pinto de Saldanha (Saldanha / Sal) |
| Eva Todor           | Morgana Kundera                             |
| Luís Carlos Arutim  | Silas Bonicelli                             |
| Alexandra Marzo     | Giulia Bonicelli                            |
| Jacqueline Laurence | Simone Bourier                              |
| Suzana Faini        | Cleide Pinheiro                             |
| Jonas Bloch         | Jacques Dupont                              |
| Denise Del Vecchio  | Lia Dupont                                  |
| Cissa Guimarães     | Rose                                        |
| Chiquinho Brandão   | Paulo Otávio (Grilo)                        |
| Suzy Rêgo           | Carla                                       |
| Alexandre Frota     | Raul Bosque                                 |
| Jonas Torres        | Arthur Dupont                               |
| Gabriela Duarte     | Olívia Kundera                              |
| Drica Moraes        | Maria Aparecida das Dores do Parto (Cida)   |
| Marcelo Faria       | Elvis Presley Kundera                       |
| Carol Machado       | Jane Fonda Kundera                          |
| Rodrigo Penna       | Alex Kundera Júnior (Alex Jr.)              |
| Henrique Farias     | Ringo Starr Kundera                         |
| Igor Lage           | John Lennon Kundera                         |
| Miguel Magno        | Marvin Gaye                                 |
| Adriana Esteves     | Cristina (Tininha)                          |
| Flávia Alessandra   | Tânia                                       |
| Rita Malot          | Magali                                      |
| Cinira Camargo      | Milu                                        |
| Márcia Couto        | Glória                                      |
| Ana Maria Magalhães | Mercedes                                    |
| Felipe Donavan      | Armando                                     |
| Yara Cortes         | Dona Norma                                  |
| Maria Gladys        | Veridiana (Big Loira)                       |
| Felipe Martins      | Ivanildo (Jacaré)                           |

### Participações especiais
| Ator                | Personagem                                |
| ------------------- | ----------------------------------------- |
| Marília Pêra        | Suzana Pasolini                           |
| Felipe Carone       | Baby Donattio / Almeida                   |
| Mário Gomes         | Roberto Ubiratan Filho (Bira)             |
| Regina Duarte       | Florinda Kundera                          |
| Tânia Loureiro      | Letícia Kundera                           |
| Zilka Salaberry     | Dona Virgínia                             |
| Rita Lee            | Maria Regina (Belatrix)                   |
| Vera Holtz          | Irma Lamer                                |
| Antônio Grassi      | Dr. Nascimento                            |
| Susana Vieira       | Bárbara Ellen                             |
| João Signorelli     | Delegado Ataíde                           |
| Emiliano Queiroz    | Promotor Manfredo Camargo                 |
| Gerson Brenner      | Cordeiro de Deus                          |
| Ida Gomes           | Dona Melissa                              |
| Francisco Dantas    | Seu Rafael                                |
| Cosme dos Santos    | Waldemar                                  |
| Marcelo Novaes      | Filipe Augusto                            |
| Ilka Soares         | Clarice                                   |
| Diana Burle         | Marta                                     |
| Geisa Gama          | Dona Geralda                              |
| Chico Esteves       | Sabiá                                     |
| Fábio Pillar        | Wanderley                                 |
| Maria Mariana       | Karina                                    |
| Oberdan Júnior      | Ferreirinha                               |
| Pedro Vasconcelos   | Tico                                      |
| Hilda Rebello       | Escrivã do delegado Ataíde                |
| Luiz Baccelli       | Dono do bar frequentado por Lucas e Grilo |
| Cleyde Blota        | Juíza no caso de Lennon                   |
| Castro Gonzaga      | Médico de Arthur                          |
| Rosita Thomaz Lopes | Diretora do colégio de Arthur             |
| Christiana Guinle   | Professora de Lennon                      |
| Newton Martins      | Psiquiatra de Alex                        |
| Vanda Alves         | Empregada de Alex em Petrópolis           |
| Dalmo Cordeiro      | Pedro (Pretendente de Olívia)             |
| Ingra Liberato      | Modelo nos desfiles da Covery             |
| Alexia Deschamps    | Modelo nos desfiles da Covery             |
| Eduardo Felipe      | Gaspar Kundera (jovem)                    |
| Marco Alexandre     | Alex Kundera (jovem)                      |
| Zezé Marques        | Suzana Pasolini (jovem)                   |
| Guilherme Leme      | Ele mesmo                                 |
| Humberto Saade      | Ele mesmo                                 |
| Vanessa de Oliveira | Ela mesma                                 |
| Ana Maria Tornaghi  | Ela mesma                                 |

## Audiência
Segundo o autor Antônio Calmon, foi a sua novela de maior audiência, com média de 53 pontos, e ele nunca mais conseguiu os mesmos números.

## Exibição
Foi reexibida pelo Vale a Pena Ver de Novo de 14 de janeiro a 5 de julho de 1991, substituindo Sassaricando e sendo substituída por Cambalacho, em 125 capítulos.
Foi reexibida na íntegra pelo Viva de 19 de dezembro de 2011 a 18 de setembro de 2012, substituindo Vamp e sendo substituída por Felicidade, às 15h30.

### Outras mídias
Em 23 de novembro de 2020, foi disponibilizada na íntegra pelo Globoplay, como parte do Projeto Resgate.

### Classificação Indicativa
A telenovela foi reclassificada pelo Ministério da Justiça como proibida para menores de 14 anos, os motivos por trás são as cenas de mortes intencionais e outras presenças de atos violentos como assédio sexual e consumo de drogas ilícitas.

## Trilha sonora
A gravadora Som Livre lançou duas trilhas sonoras da novela Top Model, uma nacional, lançada em setembro de 1989, e outra internacional, lançada em 1990. Ambos os álbuns são compostos por temas jovens da época.

### Nacional
A trilha sonora teve a direção musical de Mariozinho Rocha e a produção musical de Jorge Davidson. A capa está estampada por Carla, vivida pela atriz Suzy Rêgo. Conta apenas com temas em português.
| N.º | Título                                    | Música                             | Tema            | Duração |  |
| 1.  | "Eu Só Quero ser Feliz"                   | Buana 4                            | Abertura        | 3:57    |  |
| 2.  | "Essa Noite Não (Marcha À Ré em Paquetá)" | Lobão                              | Alex            | 2:42    |  |
| 3.  | "Oceano"                                  | Djavan                             | Lucas           | 4:39    |  |
| 4.  | "Hey Jude"                                | Kiko Zambianchi                    | Gaspar          | 4:18    |  |
| 5.  | "Dizer Não é Dizer Sim"                   | Kid Abelha e Os Abóboras Selvagens | Elvis e Tininha | 3:10    |  |
| 6.  | "Babilônia Maravilhosa"                   | Evandro Mesquita                   | Sal             | 4:22    |  |
| 7.  | "Memories"                                | Rob Little                         | Jacques e Lia   | 4:09    |  |
| 8.  | "À Francesa"                              | Marina Lima                        | Duda            | 4:05    |  |
| 9.  | "Bobagem"                                 | Leo Jaime                          | Marisa          | 4:10    |  |
| 10. | "Independência e Vida"                    | Rita Lee e Roberto de Carvalho     | Naná            | 3:10    |  |
| 11. | "Vida"                                    | Fábio Jr.                          | Cida            | 4:12    |  |
| 12. | "Fica Comigo"                             | Placa Luminosa                     | Olívia e Arthur | 4:25    |  |
| 13. | "Nêga Bombom"                             | Os Cascavelletes                   | Ringo           | 3:17    |  |
| 14. | "Passarela"                               | Nova Era                           | Núcleo da Moda  | 4:06    |  |

### Internacional
A trilha sonora internacional teve a direção musical de Mariozinho Rocha, e a produção musical de Jorge Davidson. A capa é estampada pela protagonista Duda, vivida por Malu Mader. Conta apenas com temas estrangeiros, sendo todos deles em inglês.
| N.º | Título                   | Música               | Tema                    | Duração |  |
| 1.  | "Right Here Waiting"     | Richard Marx         | Duda e Lucas            | 4:18    |  |
| 2.  | "Don't Look Back"        | Fine Young Cannibals | Saldanha                | 3:35    |  |
| 3.  | "Stairway to Heaven"     | Led Zeppelin         | Gaspar                  | 7:52    |  |
| 4.  | "I Don't Wanna Lose You" | Tina Turner          | Arthur                  | 4:15    |  |
| 5.  | "Stay"                   | Oingo Boingo         | Adolescentes            | 3:54    |  |
| 6.  | "One More Time"          | Philippe Lawrence    | Naná                    | 1:53    |  |
| 7.  | "Albatross"              | Vikings              | Marvin                  | 1:54    |  |
| 8.  | "Don't Wanna Lose You"   | Gloria Estefan       | Olívia                  | 4:04    |  |
| 9.  | "Wish You Were Here"     | Bee Gees             | Giulia                  | 4:41    |  |
| 10. | "No More Boleros"        | Gerard Joling        | Alex                    | 4:08    |  |
| 11. | "I'm Gonna Miss You"     | Milli Vanilli        | Marisa                  | 3:56    |  |
| 12. | "Heaven"                 | Warrant              | Carla                   | 3:50    |  |
| 13. | "Call It Love"           | Poco                 | Tininha e Elvis Presley | 4:02    |  |
| 14. | "Give Me Action"         | Debbie Day           | Cida                    | 3:03    |  |